# Radziwie (Płock)

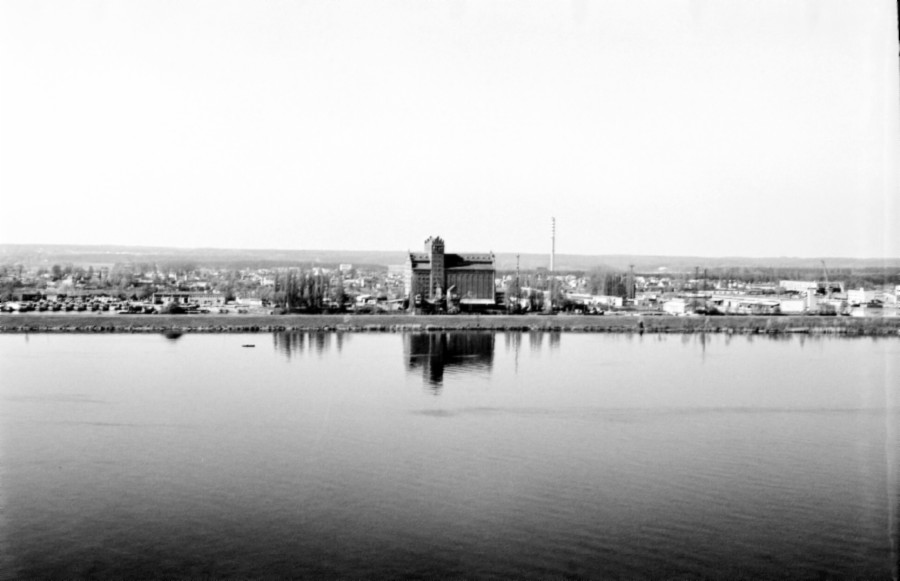
Radziwie

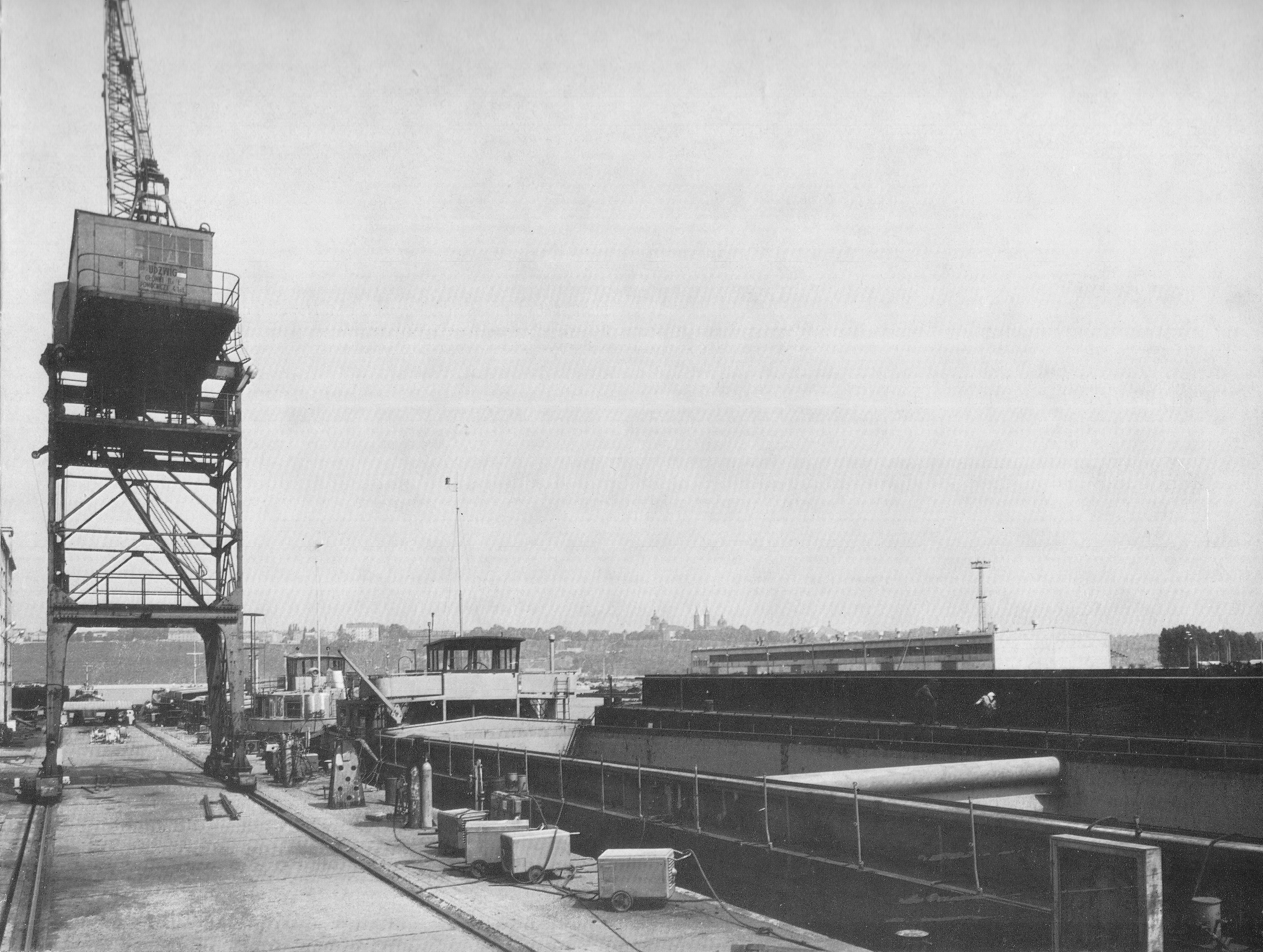
Stocznia Rzeczna, lata 70.

Radziwie – jednostka pomocnicza gminy (osiedle) Płocka.

## Opis
Wieś duchowna, własność prebendalna płockiej kapituły katedralnej w 1542 roku, położona była w drugiej połowie XVI wieku w powiecie gostynińskim województwa rawskiego. Dawna wieś Radziwie została przyłączona do Płocka 1 kwietnia 1923 roku.
W styczniu 1982 roku Radziwie nawiedziła powódź. Część mieszkańców, która utraciła swoje domostwa została przesiedlona do wybudowanych dla nich bloków na Podolszycach Północ.
W dzielnicy znajduje się parafia pw. św. Benedykta i cmentarz parafialny.
Do połowy X w. istniał tu ufortyfikowany dworek obronny feudalnego wielmoży, zniszczony następnie podczas podboju Mazowsza przez gnieźnieńskich książąt Polan nadwarciańskich. Palatyn (wojewoda) Władysława Hermana – Sieciech miał w Radziwiu dwór obronny, a przy nim murowaną kaplicę św. Benedykta. Obsługiwali ją benedyktyni. O Radziwiu wczesnośredniowiecznym wspomina Gall Anonim w swojej Kronice.
Już w XIII w. istniał tutaj port rzeczny oraz osada handlowo-rzemieślnicza.
W XVI wieku cieszył się w Radziwiu dużą sławą zamożny aptekarz, Klemens z Radziwia, posiadający od 1557 r. obywatelstwo Starej Warszawy.
Mieszkańcy Radziwia pełnili niegdyś funkcje strażników w płockiej katedrze oraz obsługiwali dzwonnicę katedralną.
Z Radziwia pochodził przyrodnik, profesor Uniwersytetu Lwowskiego, autor wielu cenionych prac przyrodniczych – Aleksander Zalewski.
Radziwie w ciągu wieków swojej historii było często nawiedzane przez powodzie (m.in. w 1915 oraz 1982 roku).
Od 9 września 1939 we wsi znajdowało się stanowisko dowodzenia ppłk. dypl. Stanisława Sadowskiego, dowódcy Oddziału Wydzielonego, którego zadaniem była obrona mostów na Wiśle oraz dozorowanie rzeki na odcinku od Płocka do Tokar-Rąbierz i Dobrzykowa.
W czasie okupacji Niemcy urządzili w Radziwiu karny obóz pracy dla kobiet.
Na terenie Radziwia znajdują się Rodzinne Ogrody Działkowe.

## Grunty radziwiskie
Od dawien dawna grunty radziwskie otrzymywały swoje nazwy, odzwierciedlające różne cechy bądź to mieszkańców, bądź gleby, którą radziwiacy od lat uprawiali.
Wiszpole albo Wieszpole, zwane również Persją – najurodzajniejsza część Radziwia i jednocześnie najbardziej bezpieczna. Pochodzenie tej nazwy jest dziś jednak trudne do wyjaśnienia. Można tylko przypuszczać, że początkowo ta część Radziwia mogła nazywać się Wierzchpolem z uwagi na fakt, że w stosunku do pozostałych „dzielnic” położona była najwyżej i nawet w okresie powodzi nie była zalewana przez Wisłę. Właśnie z uwagi na bezpieczeństwo przed powodzią Wiszpole posiadało największe zagęszczenie budowlane. Wiszpole posiadało grunty urodzajne, warzywne. Gospodarstwa stosunkowo najskuteczniej oparły się rozdrobnieniu, a dzięki bliskości łąk najbardziej opłacała się tu hodowla krów. Rozprzestrzenia się ono po obu stronach obecnej drogi, prowadzącej do Dobrzykowa, to jest na samym grzbiecie wzniesienia.
Persja – to druga „dzielnica”. Mimo wielu prób żaden z dzisiejszych, rodowitych radziwiaków nie potrafi ani uzasadnić, ani wytłumaczyć jej pochodzenia. Persowie to ludzie jakoby obcy, izolujący się od reszty gospodarzy radziwskich, z uwagi na wyższy stopień zamożności. Najczęściej kojarzyli się między sobą, a jeśli chodzi o współżycie sąsiedzkie, to utrzymywali je najchętniej z mieszkańcami Psiej Górki dlatego, że ta część Radziwia, wyżej położona w stosunku do Wisły, w czasie powodzi broniła się przed zalewaniem.
Psia Górka albo Psigórka – kolejna „dzielnica”. Pochodzenie tej nazwy jest dość ciekawe. Początkowo tę część Radziwia, położoną w pobliżu wiślanego brzegu, nazwano Górką, ponieważ wznosiła się stosunkowo wysoko nad poziom rzeki i skutecznie opierała się zalewom. Potem jednak, gdy mieszkańcy zaczęli trzymać w swych gospodarstwach coraz więcej psów, nazwano Górkę Psią Górką i tak pozostało do dziś. Psigórkę, bo tak się w Radziwiu mówi w języku potocznym, zamieszkiwała ludność biedna, która w dawnych latach, na przednówku, czyniła dużo szkód, podbierając z sąsiednich pól kartofle i warzywa. Biedacy z Psigórki wypasali swoje krowy na „pasionkach” sąsiadów, „kombinowali”, co spotykało się z niechęcią i oburzeniem gospodarzy sąsiadujących z Psigórką.
Grunty poduchowne – dalej, za Psigórką w kierunku, rzeki rozciągały się tzw. grunty poduchowne. Nazwa ta pozostała w pamięci niewielu rodowitych radziwiaków i jest jakimś wspomnieniem z bardzo odległych lat. Pochodzenie nazwy tłumaczy się dziś tym, że w tym miejscu kiedyś znajdowały się grunty parafialne, kościelne, a w pobliżu stał kościół, zniesiony nurtem przez wezbrane wody. Starzy radziwiacy twierdzą, że w tym miejscu dawno temu znajdował się cmentarz, a dalej zabudowa mieszkalna, rozciągająca się wokół drewnianego kościoła.
Osiny albo Łysiny lub Łosiny – „dzielnica” Radziwia o piaszczystej, nieurodzajnej ziemi. Biały piasek prześwituje tu miejscami i stąd ziemia jest „łysa”, nie porośnięta żadną zielenią. Nazwa tych gruntów pochodzi prawdopodobnie od słowa łysina. Na Łysinach osiedlała się przede wszystkim biedota radziwska, wyrobnicy oraz najbiedniejsi mieszkańcy Płocka. Ci ostatni często wykupywali od radziwiaków niewielkie skrawki gruntu i budowali małe domy.
Łożyce lub Łużyce – nazwa obecnie bardzo trudna do rozszyfrowania. Żaden z mieszkańców Radziwia dziś nie potrafi jej wyjaśnić. Łożyce rozciągają się poczynając od dawnej elektrowni radziwskiej w kierunku Popłacina. Jest to ziemia urodzajna, dobra, radziwiacy mówią – ziemia słodka, warzywnicza.
Nort albo Nurt – część Radziwia rozciągająca się na południe od Wiszpola. Są to grunty najniżej położone w Radziwiu. Radziwiacy twierdzą, że jest to dawne koryto odnogi wiślanej, która właśnie w tym miejscu kiedyś płynęła. Nazwa Nort pochodzi być może od nurtu wiślanego i związana jest z Wisłą i jej dawnymi odgałęzieniami. Na podstawie starych przekazów można twierdzić, że Radziwie było wielką wyspą, oblaną od południa i od północy wodami Wisły. Ślady dawnego koryta wiślanego w postaci piasków można zobaczyć jeszcze dalej za Nortem w kierunku południowym pod Górami.
Pańskie Łąki – w bezpośrednim sąsiedztwie Nortu, ale jeszcze dalej na południe, rozciągają się tereny łąk należące kiedyś do Państwowego Gospodarstwa Rolnego Góry. Grunty te nazywane są przez mieszkańców Radziwia pańskimi łąkami. Nazwa ta pochodzi stąd, że po powstaniu styczniowym majątek Łąck, rozciągający się aż po wieś Góry, został podarowany carskiemu pupilowi – generałowi Furmanowi. Łąki sąsiadujące z Radziwiem nazwali radziwiacy pańskimi łąkami lub furmańszczyzną.
Stare Lądy – tradycja i zapisy kronikarskie mówią, że obecne Radziwie znajduje się już na trzecim miejscu. W swej dziejowej podróży stale ustępuje ono Wiśle, odsuwając się od niej coraz bardziej na południe. Ziemie leżące w bezpośrednim sąsiedztwie rzeki, jak na przykład grunty poduchowne i pozostałe grunty w kierunku wschodnim, nazywają radziwiacy starymi lądami. Stare lądy to obecnie południowy brzeg Wisły wzdłuż całego Radziwia, a nawet kępy wiślane bezpośrednio przylegające do radziwskich gruntów.
Tamte Łąki – grunty położone w pobliżu Dzierzązni nazwano tak dla odróżnienia od pańskich łąk, które leżały już poza radziwskimi gruntami. Tamte łąki to rezerwa paszowa dla gospodarzy radziwskich. Tamte łąki ulegały podziałowi jak i inne grunty użytkowe w Radziwiu i każde gospodarstwo przy podziale starało się mieć choć wąski pasek tych łąk, bo umożliwiało to hodowlę bydła.
Przydatki I i Przydatki II – rozciągały się od radziwskiej stacji PKP w kierunku kompleksu leśnego Krzywy Borek. Były to pola zupełnie niezabudowane, piaszczyste i nieurodzajne.
Ogrody – była to część Radziwia przylegająca do obecnej ulicy Ogrodowej, znana w dawnych latach z tego, że chętnie zakładano tu sady owocowe. Była to dzielnica mieszkalna, zajmowana przez zamożniejszych gospodarzy, niegardzących jednak w późniejszych czasach rzemiosłem.
Baraki – nazwa powstała stosunkowo późno. Baraki to obecnie ulica Portowa, w dawnych latach zamieszkała przez ludność wyrobniczą, napływową, ludzi, o których rodowici radziwiacy mówili, że „przyszli z wody". Radziwiacy niechętnym okiem patrzyli na mieszkańców baraków, bo byli to ludzie, którzy na radziwskich polach wyrządzali szkody. Mieszkańcy baraków to przede wszystkim wodniacy, ludzie Wisły. Szukali zatrudnienia w pobliskim porcie lub stoczni, pływali na statkach rzecznych, nie kumali się z radziwiakami, bo tamci uważali ich za obcych.

## Atrakcje turystyczne Radziwia
- kościół św. Benedykta z 1898 roku
- XIX-wieczny cmentarz rzymskokatolicki – Cmentarz na Radziwiu
- port i stocznia rzeczna (największa w Polsce, jedna z największych w Europie)
- dawna Elektrownia Miejska z 1928 roku

## Komunikacja
ul. Portowa, Popłacińska, Kolejowa – dojazd autobusami linii: 2, 7, 140 (dawne 21), 43 (tylko w sezonie letnim)

## Ludność
| Rok     | 2000 | 2004 | 2005 |
| Ludność | 4150 | 3640 | 3650 |

## Edukacja
- Miejskie Przedszkole nr 13
- Szkoła Podstawowa nr 5 im. Władysława Broniewskiego
- Zespół Szkół Eugeniusza Nagadowskiego

## Sport
Na Radziwiu swoje mecze rozgrywają piłkarze nożni Stoczniowca Płock. Klub został założony w 1949 roku jako Stal. Po likwidacji w 1957 roku klub został reaktywowany jako Żeglarz w 1961 roku. W 1978 roku klub zmienia nazwę na ZKS „Stoczniowiec” z patronatem zakładu Płockiej Stoczni Rzecznej.

Największy sukces klubu to gra w 5 sezonach na III poziomie rozgrywek: 1986/87, 1987/88 (7 miejsce), 1988/89, 1991/92 oraz 1992/93.

Klub brał udział również 3 razy w Pucharze Polski: 1987/88, 1993/94 oraz 1997/98 – za każdym razem odpadając w I rundzie.

Stoczniowiec gra obecnie w grupie I mazowieckiej IV ligi.

## Transport
Na Radziwiu krzyżują się 2 drogi krajowe 60 i 62. Swój początek ma tu też droga wojewódzka nr 575.

## Ludzie związani z Radziwiem
- Edward Cichocki
- Franciszek Dorobek
- Jan Marek Lajourdie
- Stanisław Sołdek
- Aleksander Strużyński